# 示播列
示播列（英语：shibboleth，发音为/ˈʃɪbəlɛθ/或/ˈʃɪbələθ/）是用来区别一个人的社会或地区背景的指标，通常是指语言特征，特别是对一个词的发音，标识说话者是否属于某一特定群体的成员。

## 起源
示播列一词起源于希伯来语的"shibbóleth" ()，字面意思是植物包含谷物的部分，例如麦穗，或“溪流”（现代希伯来语已無后一語义）。
在《希伯来圣经·士师记》12章，基列人击败以法莲支派，幸存的以法莲人试图渡过约旦河回到本国领土，基列人夺取了渡口，阻止他们回去。为了识别并且杀死这些逃难者，基列人对每一个过河的人进行一项试验，因为以法莲人的方言缺少/ʃ/这个音：
|                 | 基列人把守约但河的渡口，不让以法莲人过去。以法莲逃走的人若说，让我过去，基列人就问他说，你是以法莲人不是？他若说，不是，就对他说，你说示播列。以法莲人因为咬不准字音，便说西播列。基列人就将他拿住，杀在约但河的渡口。那时以法莲人被杀的有四万二千。 |
| ——士师记 12:5-6 | |

## 歷史案例
- 1311年，当时担任克拉科夫市长的阿尔伯特（Albert）在西里西亚德意志人出身的克拉科夫主教扬·穆斯卡塔（Jan Muskata）以及部分德意志人市民的支持下发动叛乱，意图将城市移交给波希米亚。1312年，波兰军队重新占领此城后，将全部市民聚集起来，要求他们说一段波兰语绕口令，凡是说不出来的，就会被当成“非波兰人”而被处决。[6]
- 1911年武昌起义成功后，为了分辨潜逃的敌军，守城义军要求出城者念一句“六百六十六”。武汉话裡“六”的发音是“楼”而不是“遛”，这样就可以区分武汉本地人和操北方话的八旗官兵[7]。
- 1923年關東大地震發生後，地方义警盤查時規定要讓一些人說出一句，如果沒發出濁音，就有可能被當作朝鲜人而遭擊斃。[8]
- 据说1937年多明尼加共和國的香菜大屠殺中，多明尼克軍人手上會拿著一把香芹（西班牙語：Perejil），无法清楚發出西班牙語r的齒齦閃音與齒齦顫音就會被認定是海地人而加以殺害。但多數學者認為此說法為虛構。[9]
- 圓麵包（烏克蘭語：Паляниця）：俄羅斯入侵烏克蘭期间，乌克兰也利用这个用词的读音来区分俄罗斯士兵或间谍。[10]